# آیباو
آیباو (به آلمانی: Eibau) یک منطقهٔ مسکونی در آلمان است که در Kottmar واقع شده‌است. آیباو ۴٬۴۸۱ نفر جمعیت دارد.